# 티루치라팔리구

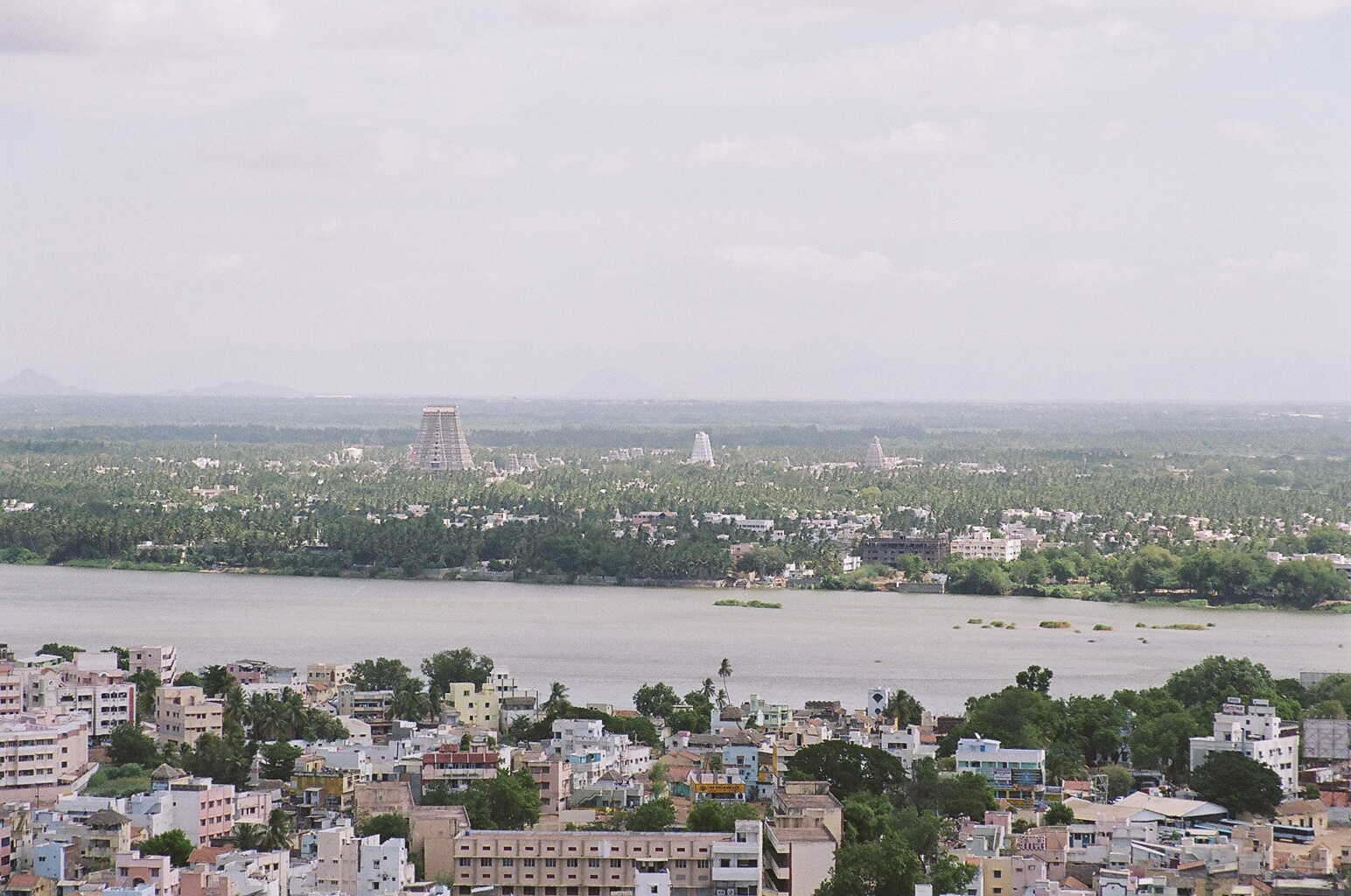
티루치라팔리 구

티루치라팔리구(Tiruchirappalli district)는 인도의 타밀 나두주의 도시 티루치라팔리의 주요 특정 구역(구)이다.
티루치라팔리의 주요 특정 구역인 이 구역은 훗날 무굴 제국이 멸망한 1857년 당시 인도가 영국의 식민지가 된 시절에도 그리고 그로부터 약20년여가 지난 훗날에도 1877년 영국령 인도 제국이 성립되면서 영국령 인도 제국의 타밀 나두 주의 티루치라팔리의 꽤나 유명한 힌두 교 관련 지역으로 많은 이름을 날렸다.

## 인구
| 연도    | 인구      | ±% p.a. |
| ------- | --------- | ------- |
| 1901    | 807,320   | —       |
| 1911    | 876,070   | +0.82%  |
| 1921    | 912,177   | +0.40%  |
| 1931    | 918,342   | +0.07%  |
| 1941    | 1,035,927 | +1.21%  |
| 1951    | 1,184,158 | +1.35%  |
| 1961    | 1,304,039 | +0.97%  |
| 1971    | 1,650,768 | +2.39%  |
| 1981    | 1,900,566 | +1.42%  |
| 1991    | 2,196,473 | +1.46%  |
| 2001    | 2,418,366 | +0.97%  |
| 2011    | 2,722,290 | +1.19%  |
| source: |           |         |